# 弗谢沃洛德·康斯坦丁诺维奇
弗谢沃洛德·康斯坦丁诺维奇（俄語：Всеволод Константинович，1210年6月18日—1238年3月4日），古罗斯王公，雅罗斯拉夫尔王公（1218年~1238年）佩列亚斯拉夫王公（1227年在位）。他是雅罗斯拉夫尔公王朝幼支的始祖。
弗谢沃洛德·康斯坦丁诺维奇为弗拉基米尔大公康斯坦丁·弗谢沃洛多维奇之子，母亲是斯摩棱斯克公主。他的教名为伊凡。
1238年，弗谢沃洛德·康斯坦丁诺维奇与其他王公一起参加了尤里二世·弗谢沃洛多维奇大公（他是弗谢沃洛德的姪子）领导的联合行动，抗击入侵俄罗斯的蒙古人。在西蒂河战役中，罗斯联军被蒙古人击溃，弗谢沃洛德·康斯坦丁诺维奇阵亡。
| 前任： 弗拉基米尔·弗谢沃洛多维奇 | 佩列亚斯拉夫王公 1227 | 繼任： 斯维亚托斯拉夫·弗谢沃洛多维奇 |